# Sélinexor
Le sélinexor est un inhibiteur sélectif du transport nucléo-cytoplasmique qui se lie et inhibe l'exportine 1 ou XPO1, une protéine d’export nucléaire, ce qui amène à la mort cellulaire programmée des seules cellules cancéreuses.

## Indications
Basée sur une étude, la Food and Drug Administration a autorisé le sélinexor (nom commercial Xpovio) en association avec la dexaméthasone pour le traitement de myélome multiple en rechute ou réfractaires après au moins 4 lignes de traitement et dont la maladie est réfractaire à au moins deux inhibiteurs de protéasome (IP), deux agents immunomodulateurs (IMID) et un anticorps monoclonal anti-CD38. Il induit une lyse des cellules du myélome et diminue le processus d'ostéolyse.
En juin 2020, le sélinexor est aussi indiqué pour le traitement du lymphome diffus à grandes cellules B, de haut grade, en rechute ou réfractaire, après au moins 2 lignes de traitement incluant des anthracyclines et un anti-CD20 (rituximab) et chez les patients inéligibles à la chimiothérapie intensive et à la greffe.
Il a une action synergique avec les médicaments inhibiteurs du protéasome. Ainsi l'association sélinixor-bortézomib-dexaméthasone se révèle être supérieure à la simple association bortézomib-dexaméthasone dans les myélomes réfractaires.